# Jungfraujoch

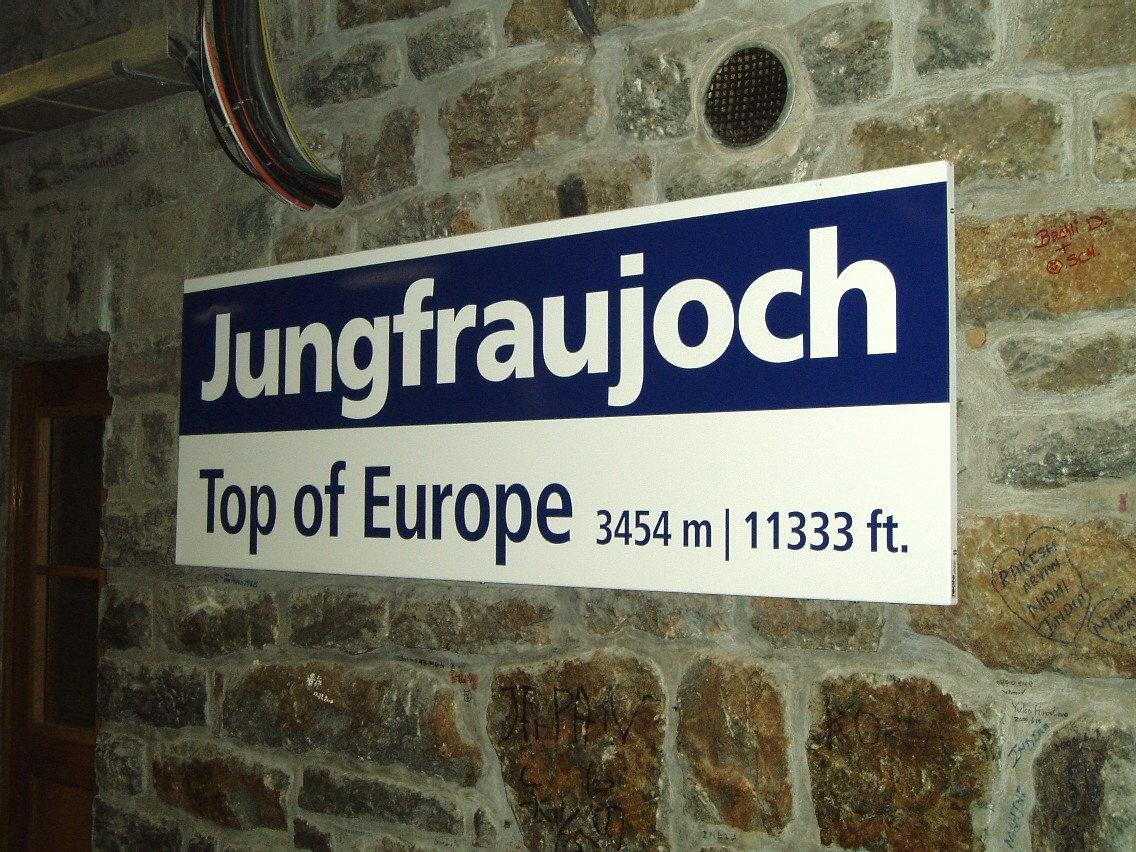
Estació Jungfraujoch
El sostre d'Europa

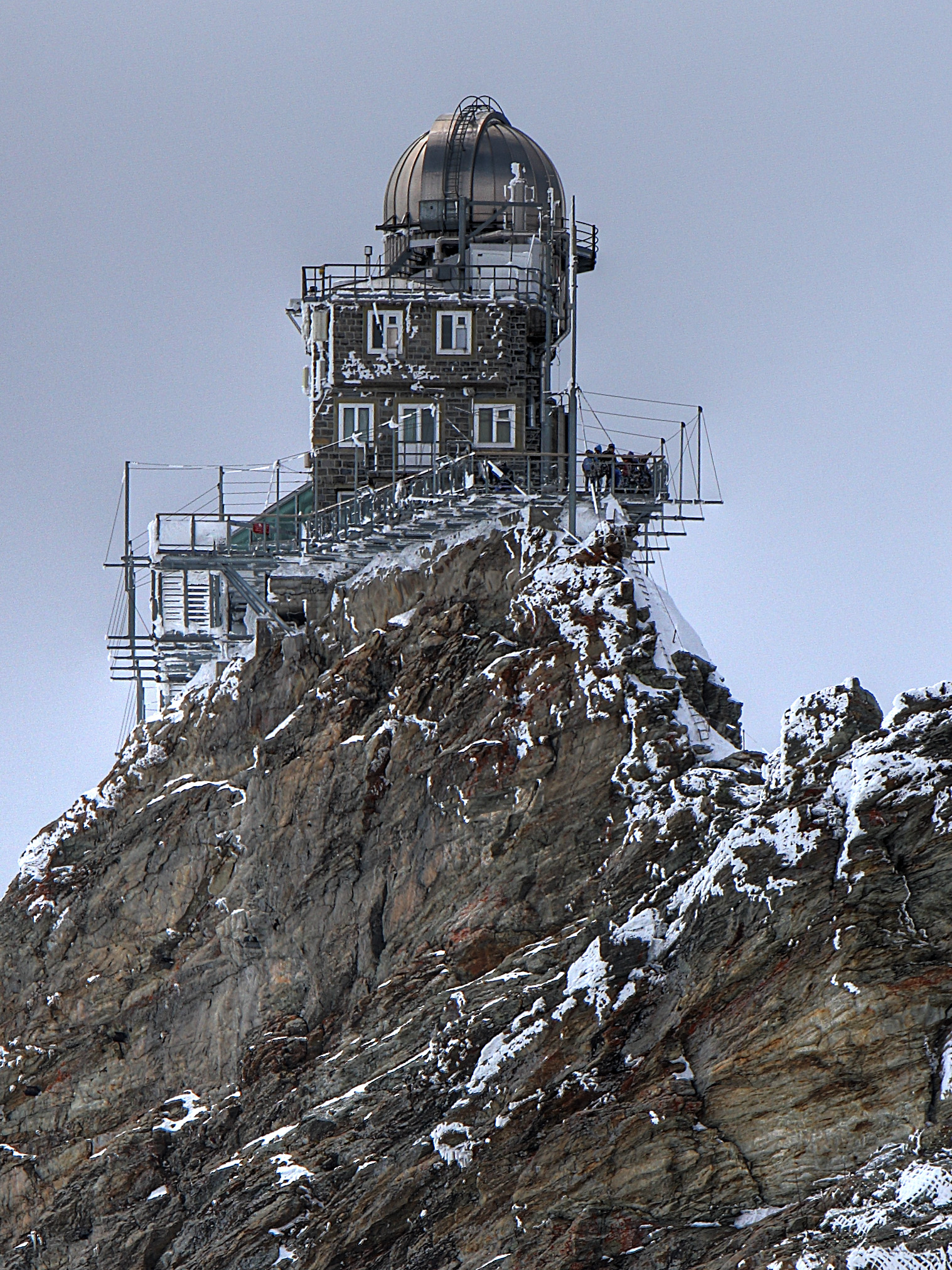
Observatori Sphinx

El Jungfraujoch (alemany: Jungfrau = verge / joch = coll de muntanya) és un coll de muntanya situat a 3.417 msnm entre els cims del Mönch (est) i la Jungfrau (oest), als Alps Bernesos, a la frontera entre els cantons de Berna i Valais, a Suïssa. Aquest és el punt més baix de la carena entre el Monch i la Jungfrau, i s'hi situa la divisòria d'aigües entre la mar Mediterrània (vall del Roine) i la mar del Nord (vall del Weisse Lütschine o vall de Lauterbrunnen). És conegut com el «sostre d'Europa» en les guies turístiques, i inclou l'estació de tren més alta (3.454 msn) d'Europa, de la línia de ferrocarril Jungfraubahn.
El primer creuament del pas va ser fet el juliol de 1862 per Leslie Stephen, F. J. Hardy, H. B. George, M. Liveing, Moore i Morgan, amb els guies Christian Almer, Christian i Peter Michel, Ulrich Kaufmann, P. Baumann i C. Bohren.

## Observatori astronòmic i meteorològic
A l'est del pas, es troba l'Observatori Sphinx, a 3.571 msnm, a la vertent del Valais, sobre la glacera d'Aletsch. Un ascensor porta a la part superior del Sphinx, on hi ha una plataforma d'observació i un observatori científic.
El Jungfraujoch és també la seu d'una estació d'investigació atmosfèrica del Global Atmosphere Watch - (GAW) i de la NDACC - Network for the Detection of Atmospheric Composition Change.
Hi ha una estació repetidora de radiofreqüència i diversos repetidors de radioaficionats.

## Turisme
S'hi troba l'estació superior del tren de la Jungfrau (Jungfraubahn), que, amb una cota de 3.454 msnm, és l'estació de ferrocarril més alta d'Europa.
L'oficina de correus segella i envia 100.000 targetes cada any.
Diversos restaurants es troben a prop de la glacera.
Una sortida equipada permet sortir a caminar o esquiar a la neu. Un sender marcat i preparat, per la glacera Alestch, permet arribar amb seguretat al refugi del Mönchsjoch, situat a 3650 metres, durant la temporada d'estiu.